# René Primevère Lesson
René Primevère Lesson (født 20. marts 1794 i Rochefort, død 28. april 1849) var en fransk læge og naturforsker. 
Han tjenestegjorde som skibslæge i den franske flåde under Napoleonskrigene. Derefter deltog han på en jordomsejling fra 1822 til 1825 med fartøjet «La Coquille», sammen med blandt andre Jules Dumont d'Urville.